# Linde (Gotland)
Linde is een plaats in de gemeente, landschap en eiland Gotland en de provincie Gotlands län in Zweden. De plaats heeft 68 inwoners (2005) en een oppervlakte van 36 hectare.